# Oldsmobile Special
Der Oldsmobile Special war ein Mittelklasse-PKW, der 1910 von Oldsmobile, einer Marke von General Motors, als Nachfolger der Modelle D, DR und X herausgebracht wurde. Der Special war das neue Einstiegsmodell der Marke, nachdem das kleinere Modell 20 nicht fortgesetzt wurde.
Die Wagen hatten einen seitengesteuerten Vierzylinder-Reihenmotor mit 5506 cm³ Hubraum, der eine Leistung von 40 bhp (29 kW) abgab, die über eine Lederkonuskupplung, ein Vierganggetriebe mit Schalthebel rechts außen und eine Kardanwelle an die Hinterräder weitergeleitet wurde. Alle vier Räder waren mit Holzspeichen versehen und die Hinterräder mechanisch mit Trommeln und Außenbändern gebremst.
Der Special war als 4-türiger Tourenwagen oder Limousine  (Serie 22), oder als 2-türiger Roadster (Serie 25) erhältlich. 
1911 wurden die Fahrzeuge ohne große Änderungen weitergefertigt. Die Motorleistung nahm allerdings auf 36 bhp (23,5 kW) ab. 2- und 4-türige Modelle bot man als Serie 26 an.
1910 waren 1525 Fahrzeuge dieses Typs entstanden, 1911 waren es zusammen mit dem größeren Modell Autocrat 1000 Stück. Im Folgejahr ersetzte der Defender den Special.